# Museo Nacional de Arte de Bielorrusia

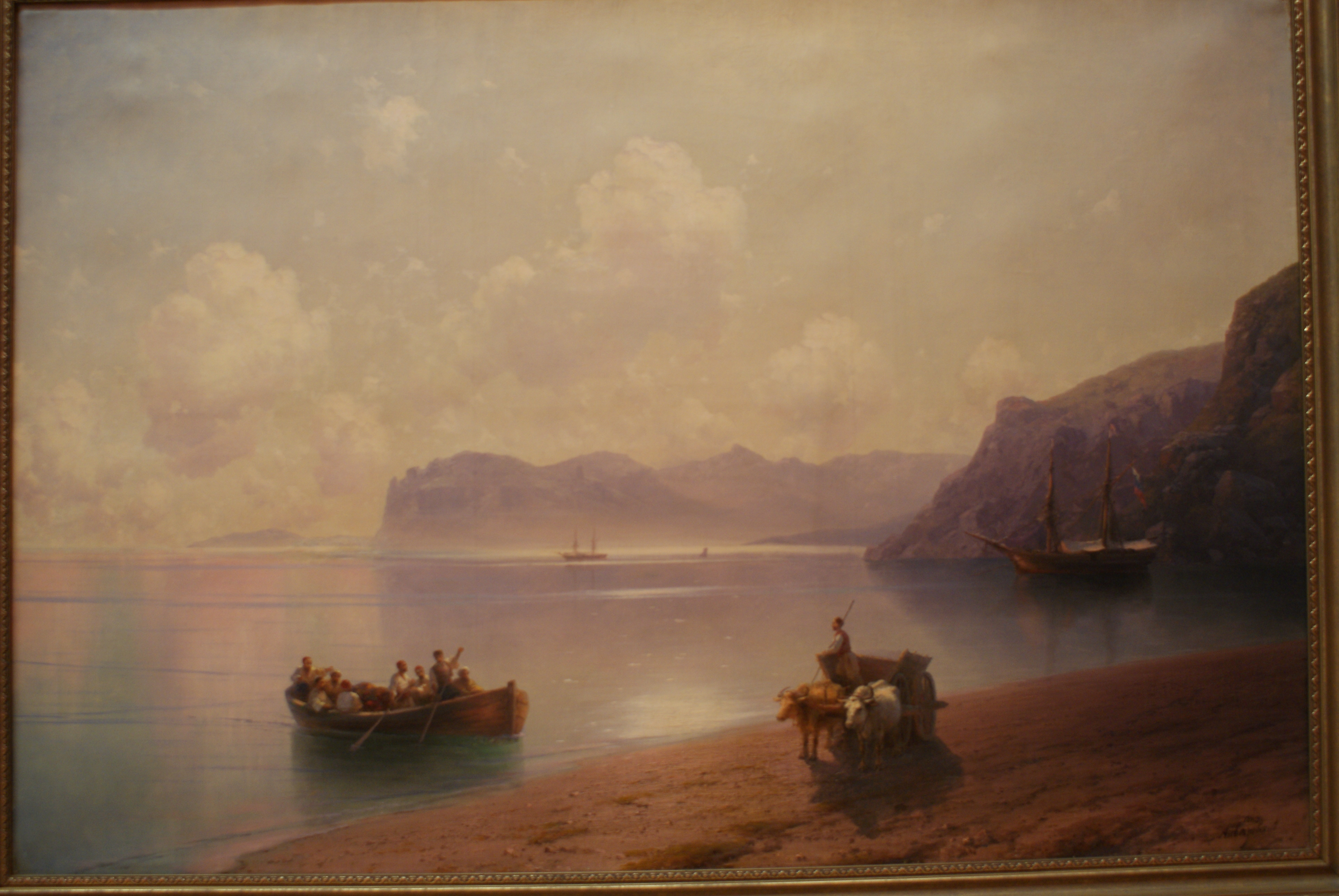
Ivan Aivazovsky, Mañana sobre el mar, 1883

El Museo Nacional de Arte de la República de Bielorrusia (en bielorruso: Нацыянальны мастацкі музей Рэспублікі Беларусь) es el museo de arte más grande de Bielorrusia y se encuentra en Minsk. El museo comprende más de treinta mil obras de arte que componen veinte colecciones diferentes y constituyen dos principales: la de arte nacional y la otra de arte monumental de varios países del mundo.

## Historia
La Galería de Arte del Estado se creó oficialmente el 24 de enero de 1939 bajo la Resolución del Consejo de Comisarios del Pueblo de Bielorrusia. La galería tomó 15 pasillos de la Escuela de Graduados en Agricultura, el antiguo Gimnasio de Niñas de Minsk. Además de las divisiones de pintura, escultura y gráficos, se creó una división separada de la industria del arte por orden especial. En este momento, la galería estaba dirigida por un famoso pintor-ceramista bielorruso llamado Mikalai Mikhalap.
A principios de 1941, los fondos y las existencias de la Galería de Arte del Estado ya contaban con cerca de 2711 obras de arte, de las cuales 400 estaban en exhibición. Se iba a realizar un trabajo a largo plazo sobre la descripción y el estudio de cada monumento, así como sobre la creación del catálogo de la colección del museo. El destino de toda la colección fue desfavorable durante los primeros días de la Gran Guerra Patria. En poco tiempo desaparecería sin ni siquiera dejar rastro.
Después de la guerra, sólo se devolvió una pequeña parte de las obras de arte, principalmente las que habían estado en las exposiciones en Rusia antes de la guerra. A pesar de la devastación de la posguerra, cuando Minsk quedó en ruinas, el gobierno de Bielorrusia asignó sumas considerables de dinero para la compra de obras de arte para la Galería. Ya fue en agosto de 1945 cuando se obtuvieron los lienzos de Boris Kustodiev, Vasily Polenov, Karl Briullov e Isaak Levitan.
La construcción del nuevo edificio de la Galería de Arte del Estado con los diez espaciosos salones, ocupando dos pisos y una gran galería, se terminó en 1957. En esos años, la colección de la galería ya había alcanzado el nivel de antes de la guerra e incluía alrededor de 3000 obras de arte ruso, soviético y bielorruso.
El período de la década de 1970 y principios de la de 1980 fue el pico de la actividad expositiva de la galería. La colección de pintura moderna y artes gráficas bielorrusas se tomó de los fondos del Museo para exposiciones en el extranjero.
En 1993, la galería cambió su nombre a museo Nacional de Arte de la República de Bielorrusia.

## Galería

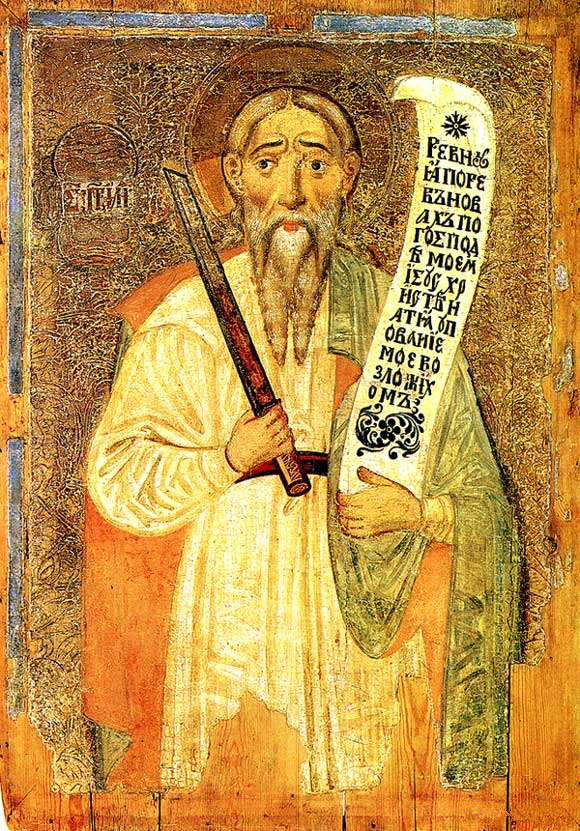
El profeta Elías. 1668. Temple sobre tabla.
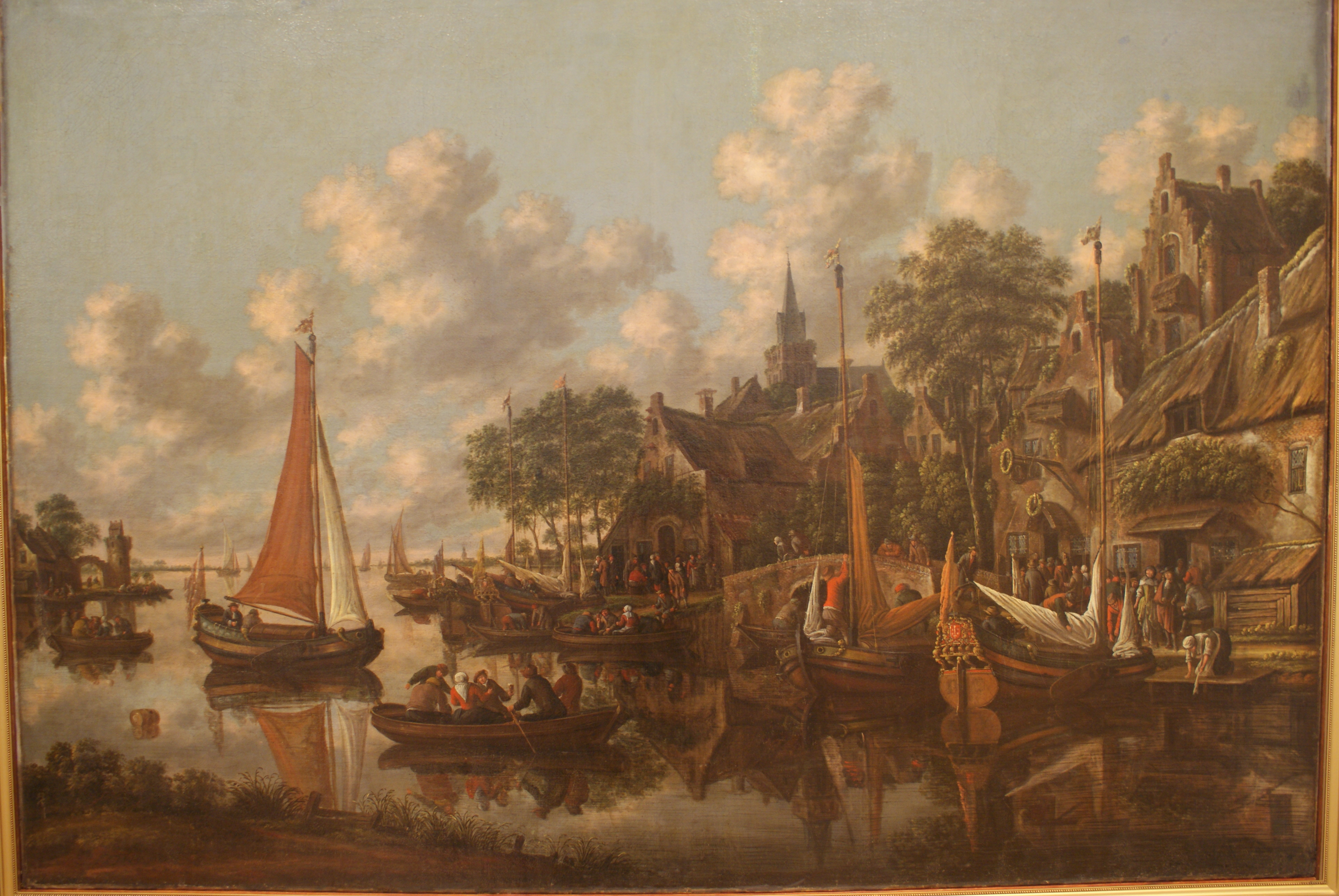
Thomas Heeremans, Verano. 1689.
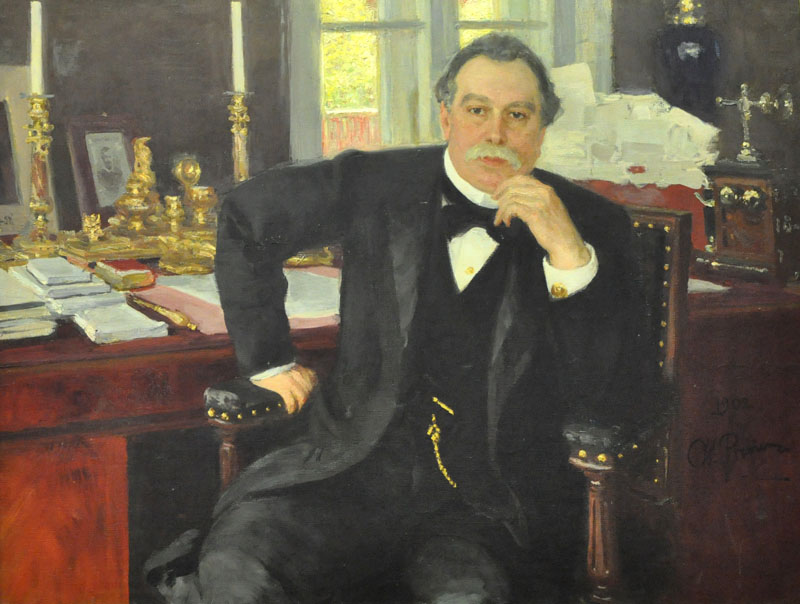
Ilya Repin, Retrato del Ministro del Interior Vyacheslav von Plehve. 1902. Óleo sobre lienzo.
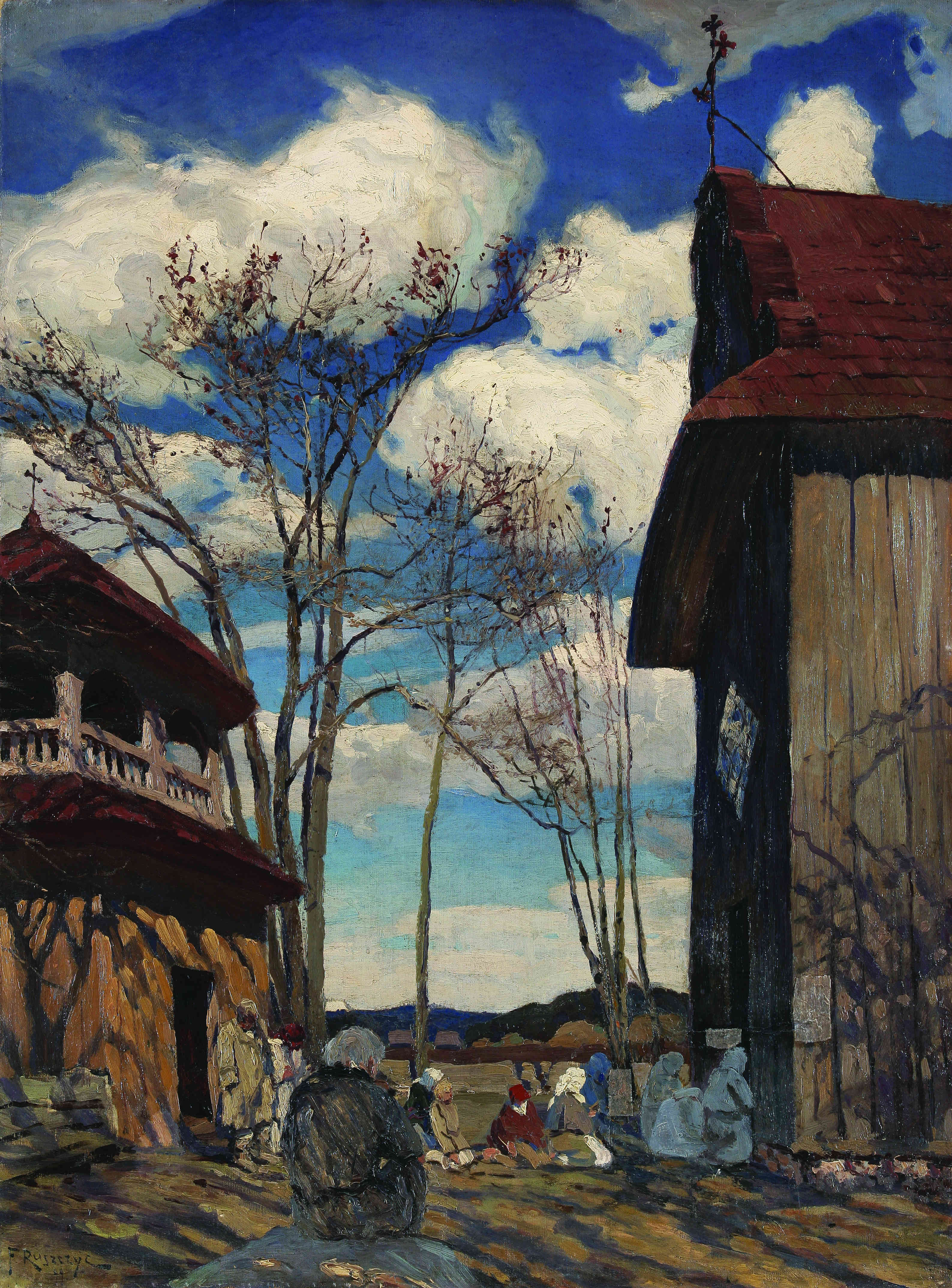
Ferdynand Ruszczyc, cerca de la iglesia. 1899.
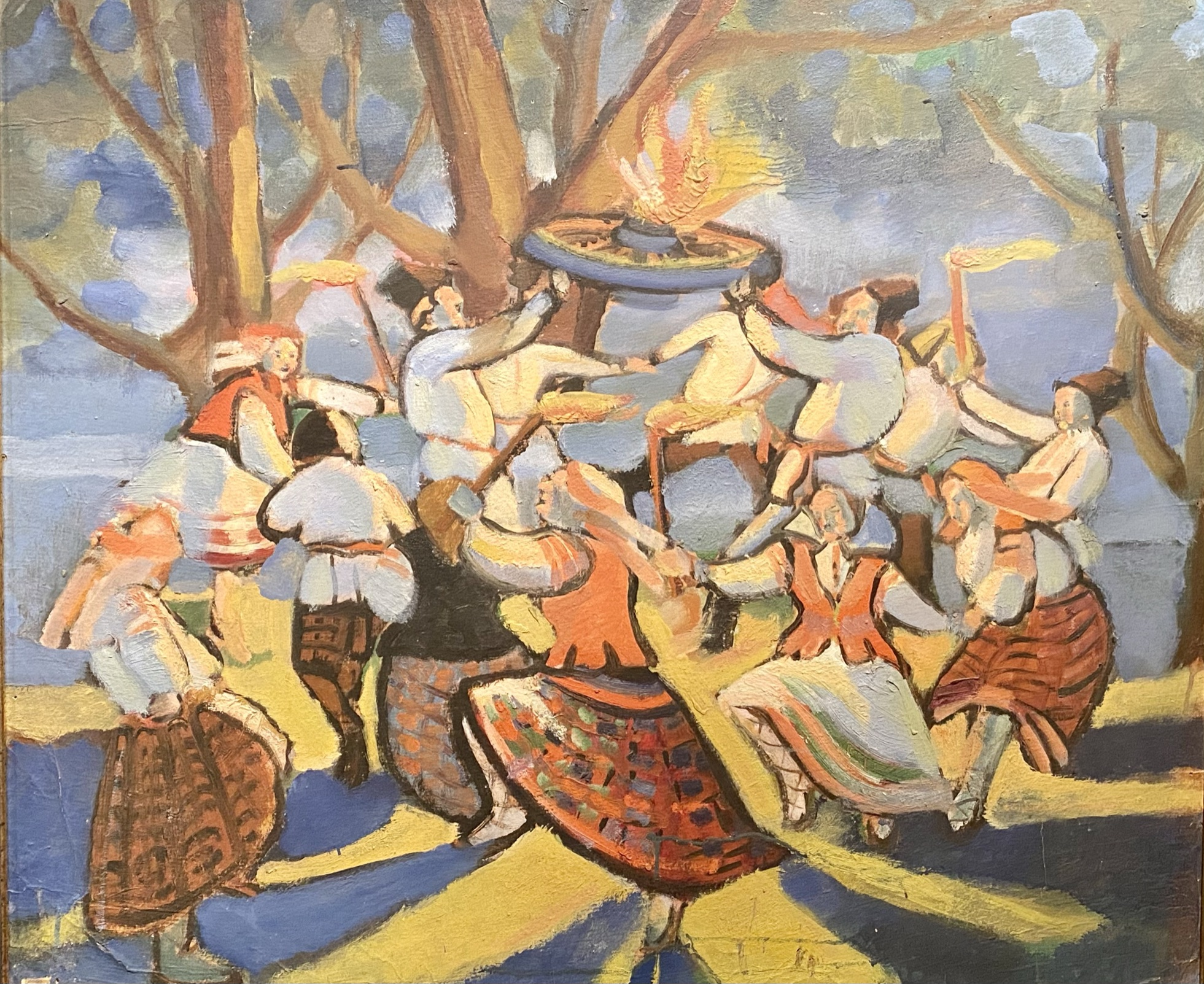
Mikhail Filippovich. Noche de verano. 1921-1922. Óleo sobre cartón.
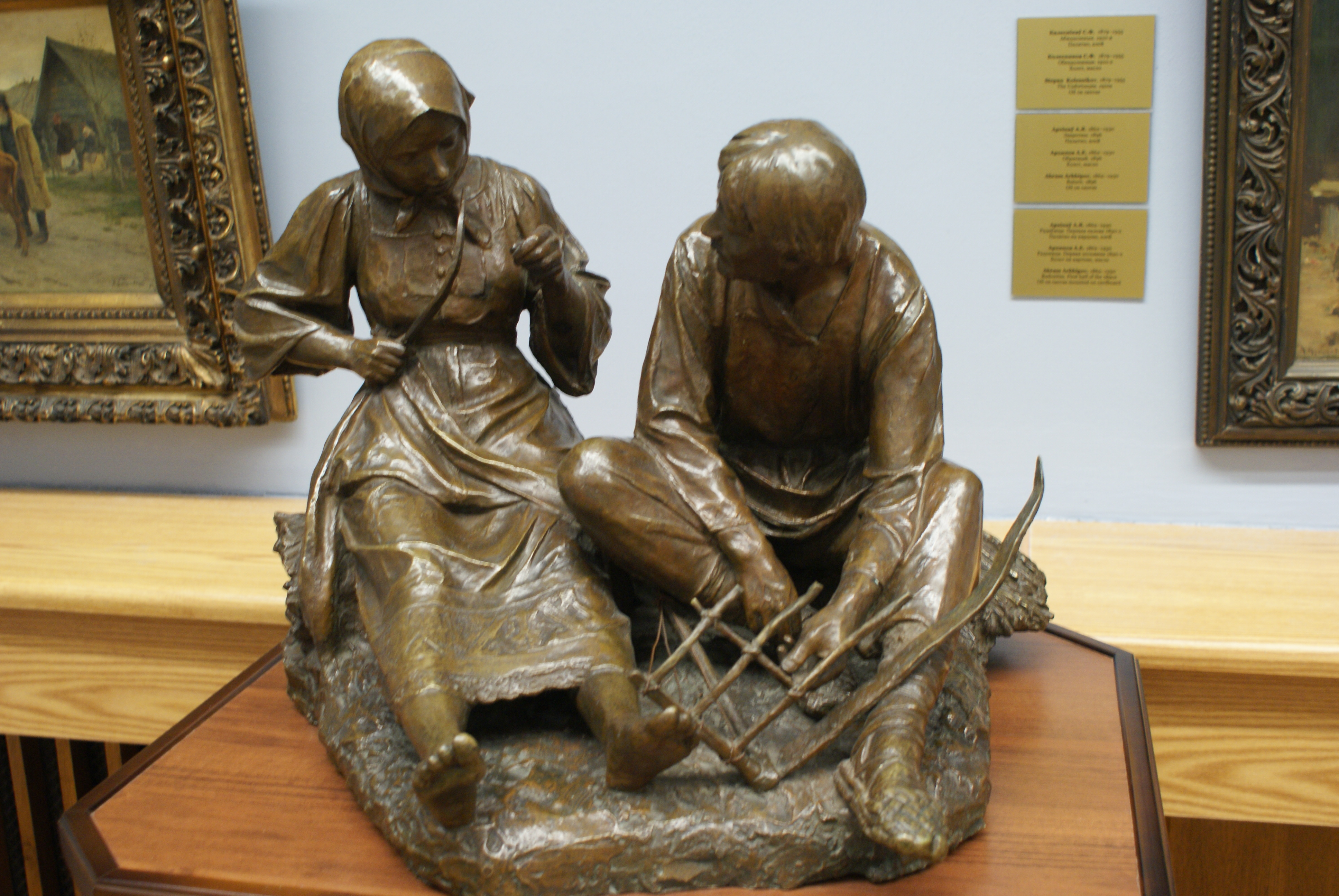
Vladimir Beklemishev. Amor de pueblo. 1896. Bronce.
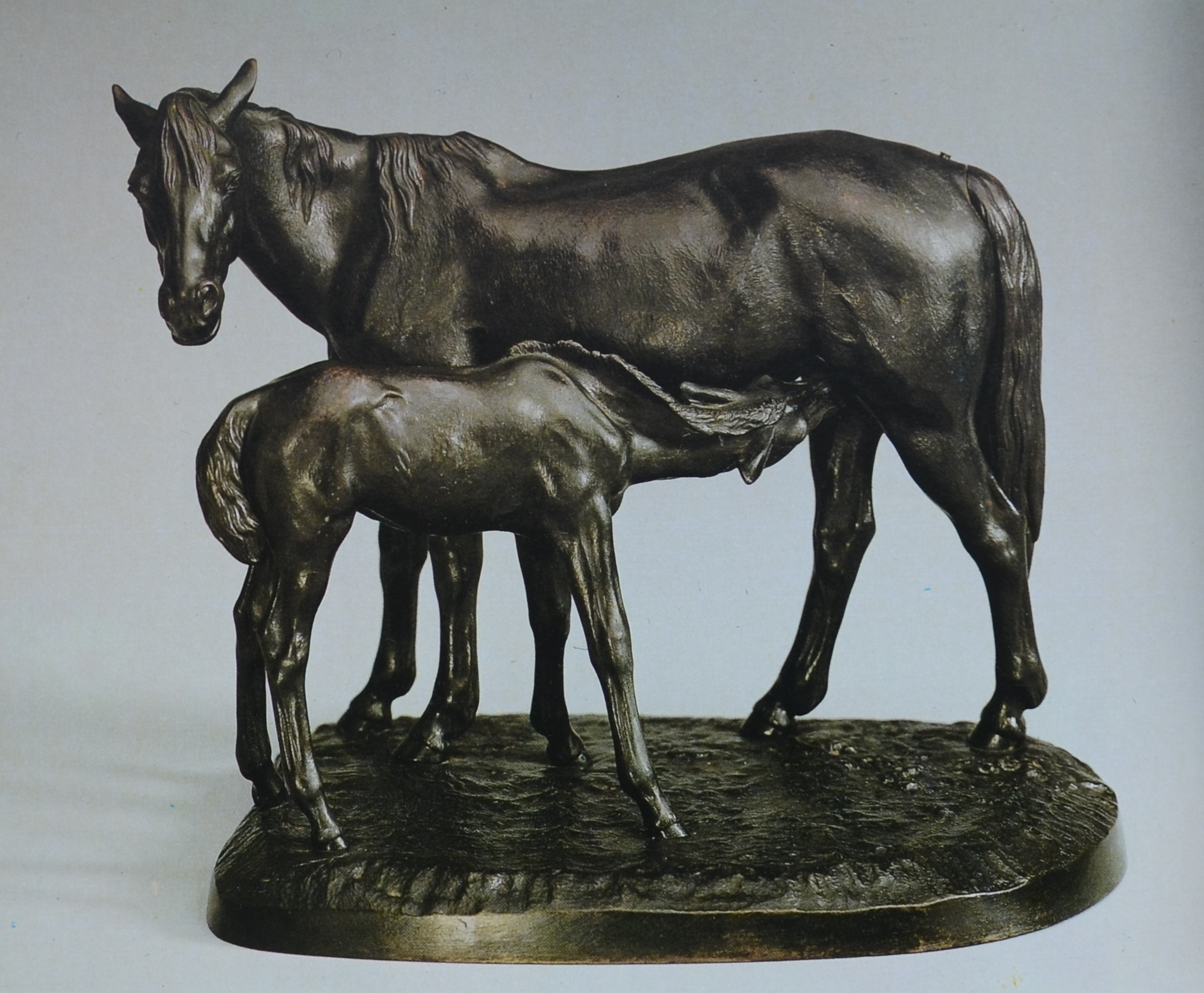
Peter Clodt von Jürgensburg. Una yegua con un potro, 1854.